# Tortula leiostomoides
Tortula leiostomoides är en bladmossart som beskrevs av Potier de la Varde 1955. Tortula leiostomoides ingår i släktet tussmossor, och familjen Pottiaceae. Inga underarter finns listade i Catalogue of Life.